# أماندا بلانك
أماندا بلانك (بالإنجليزية: Amanda Blank)‏ هي مغنية أمريكية، ولدت في 5 أكتوبر 1982 في فيلادلفيا في الولايات المتحدة.

## وصلات خارجية
- الموقع الرسمي
- أماندا بلانك على موقع ميوزك برينز (الإنجليزية)
- أماندا بلانك على موقع أول ميوزيك (الإنجليزية)
- أماندا بلانك على موقع ديسكوغز (الإنجليزية)